# Bodvapithecus
Bodvapithecus es un género de homínido extinto. La única especie conocida  de este género es Bodvapithecus altipalatus. Fue asignado a Sivapithecinae (subfamilia actualmente en desuso y dentro de la subfamilia Ponginae actualmente) por Pilbeam et al. (1977). Algunos autores lo relacionan estrechamente con Sivapithecus y Gigantopithecus.